# Leisure Suit Larry III: Passionate Patti in Pursuit of the Pulsating Pectorals
Leisure Suit Larry III: Passionate Patti in Pursuit of the Pulsating Pectorals es el tercer juego en la serie de  Leisure Suit Larry de tipo aventura gráfica publicado por Sierra Entertainment. Fue desarrollado para múltiples plataformas incluyendo DOS, Atari ST y Commodore Amiga. El juego utiliza Sierra's Creative Interpreter (SCI), obteniendo un resultado en los gráficos similar a su predecesor, así como también un gran repertorio de música midi.
En este juego se abandona el estilo de juego de progresión lineal como en Leisure Suit Larry Goes Looking for Love (in Several Wrong Places), hacia los aspectos de juego del tipo de simulador de citas como en el título original. La historia continua con Larry Laffer, fresco tras un abrupto divorcio, buscando el amor a través de un resort tropical.

## Juego
El juego toma lugar en la isla Nontoonyt, el sitio tropical del juego anterior, el cual se ha transformado en un resort. Tal como en la ciudad de Leisure Suit Larry in the Land of the Lounge Lizards, la isla tiene muchos lugares que pueden ser explorados desde el inicio del juego. Los  controles del juego utilizan una interfaz gráfica basada en el ratón y un analizador de texto para dirigir las acciones de Larry.
A lo largo del resort se encuentran las posibles parejas de Larry; en cualquier lugar en que interactúe con estas mujeres, se muestra un acercamiento del retrato de la mujer, una característica de juegos anteriores. La estructura básica del juego involucra a Larry dando regalos a cada mujer, aunque ninguno de estos objetos requiere dinero para ser obtenidos, a diferencia del juego original Leisure Suit Larry.
En Leisure Suit Larry III aparece un segundo personaje, llamado "Passionate Patti", que también es controlado por el jugador. La parte del juego de Patty es muy parecida a la de Larry, incluyendo las múltiples escenas de muerte y el retrato detallado de un posible amor de ella, un estríper masculino. Sin embargo, las sequencias de Patti son una reminiscencia de los juegos de aventura tradicionales, requiriendo que los jugadores naveguen a través de un laberinto, así como la adquisición de objetos para utilizarlos posteriormente en acertijos futuros.

## Argumento
La historia inicia algunos años tras los eventos de Leisure Suit Larry Goes Looking for Love (in Several Wrong Places).  Tras la victoria de Larry sobre el Dr. Nonookie, la isla tropical de Nontoonyt se ha transformado en un resort parecido a Honolulu, Hawái. Larry ha obtenido un trabajo de alta paga en "Natives Inc." y vive en una mansión de lujo con su esposa, Kalalau (la hija del jefe tribal del juego anterior). Tras años de bendición marital, el matrimonio de Larry llega a un fin abrupto cuando Kalalau lo deja por otra mujer. Como el jefe actual de Larry es el padre de Kalalu — actualmente un magnate urbanista —, quien cambió su nombre de "Jefe Keneewauwau" a "Presidente Kenneth", Larry se encuentra sin trabajo también. Con estas noticias,  Larry se esconde en una cabina telefónica y, al estilo de Superman, cambia su camisa tropical por su traje blanco de poliéster, y claramente anuncia su regreso a su estilo de vida de swinger. 
Los personajes femeninos incluyen a Tawni, una bañista topless que está más interesada en los souvenirs que en salir con Larry; Cherri Tart, una vedette que actúa en el casino; Suzi, una abogada dispuesta a finalizar el divorcio de Larry; Bambi, una instructora de aerobics; y Passionate Patti, una pianista de jazz en el hotel (el personaje que apareció en el juego anterior bajo el nombre de "Polyester Patty").
Siguiendo un malentendido, Larry se pierde en el "bosque de Bamboo", requiriendo que Patti navegue el terreno hostil (usualmente removiendo partes de sus ropas) para salvarlo. En el acto final del juego se muestra a Larry y a Patty siendo capturados por una tribu de caníbales lesbianas. En un ejemplo de romper la cuarta pared, el dúo termina en los estudios de Sierra, donde son transportados a través de varios juegos de Sierra tales como Police Quest y Space Quest II, donde aparecen como 'escenarios de películas'. El juego termina cuando a Larry se le ofrece un trabajo en Sierra, donde hará la crónica de sus aventuras en una serie de juegos de computadora.

## Desarrollo
Con Leisure Suit Larry III, Sierra decidió regresar a los temas con orientación adulta, los cuales habían estado ausentes desde Leisure Suit Larry Goes Looking for Love (In Several Wrong Places). El estilo artístico de los personajes (particularmente Larry) son más caricaturescos y exagerados que en el juego anterior, en el cual se optó por un enfoque realista. El manual de instrucciones con que venía el juego se parecía a un manual de turista, con muchos "anuncios" que funcionaban como códigos para pasar la protección de copia del juego.
Como fue el caso con Leisure Suit Larry in the Land of the Lounge Lizards, el juego inicia con una serie de preguntas donde el autor suponía que solamente los adultos sabrían la respuesta; así como antes, este proceso podía ser saltado presioando Ctrl-Alt-X. El número de respuestas contestadas correctamente determinaba el nivel de "suciedad" del juego, el cual se desplegaba con una escala del 1 al 5: El nivel más bajo ("Mother Goose") bloqueaba a los jugadores cualquier escena excitante del juego; alternativamente, el nivel más alto ("Totally Raunchiest" o totalmente crudo) dejaba intactas cualquier instancia de desnudez. Aunque el juego contenía muchas referencias a desnudos, ninguno de los encuentros sexuales de Larry son mostrados explícitamente. En el nivel más alto de "suciedad", los jugadores tienen la opción de introducir expresiones peyorativas las cuales son repetidas a través del juego.
La secuencia final de Leisure Suit Larry III, involucra una visita a través de las oficinas de Sierra, incluyendo muchas de las bromas que prevalecen en los juegos de Sierra. Al final, Larry interrumpe a la programadora de Sierra Roberta Williams mientras se encuentra "dirigiendo" el escape de la ballena de King's Quest IV: The Perils of Rosella. Williams era mostrada en la portada de Softporn Adventure, un juego de 1981 del tipo de aventura de texto para Apple II, la cual sirvió para montar las bases del juego original Leisure Suit Larry.